# Mika (football)
Pour les articles homonymes, voir Simões (homonymie), Domingues et Mika.
Michael Simões Domingues, plus communément appelé Mika, né le 8 mars 1991 à Yverdon-les-Bains (Suisse), est un footballeur portugais qui évolue au poste de gardien de but.

## Biographie
Il était le gardien de but du Portugal à la Coupe du monde de football des moins de 20 ans 2011, finaliste de la compétition.
Il y établit un nouveau record d'invincibilité, gardant son but inviolé 575 minutes de jeu. Il remporte ainsi le Gant d'or, récompensant le meilleur gardien.
Le 7 septembre 2016, il rejoint Sunderland AFC. Le 12 janvier 2018, son contrat avec Sunderland est rompu à l'amiable et il quitte les Black Cats sans avoir joué avec l'équipe première.